# Fobes Hill (Washington)
Fobes Hill es un área no incorporada ubicada en el condado de Snohomish en el estado estadounidense de Washington.

## Geografía
Fobes Hill se encuentra ubicado en las coordenadas 47°56′57″N 122°7′7″O / 47.94917, -122.11861.